# Felicia Hemansová
Felicia Dorothea Hemansová, nepřechýleně Felicia Dorothea Hemans, rozená Felicia Dorothea Brownová (25. září 1793, Liverpool - 16. května 1835, Dublin) byla anglická romantická básnířka.

## Život
Narodila se v Liverpoolu, dětství však prožila ve Walesu, který celý život milovala. Po otci byla keltského původu, po matce německého. Svou první básnickou sbírku, kterou publikovala v čtrnácti letech v roce 1808, vzbudila pozornost samotného Percy Bysshe Shelleyho, který si s ní krátce dopisoval. V roce 1812 se vdala za irského důstojníka Alfreda Hemanse. Manželství trvalo šest let, a ačkoliv měla Hemansová se svým manželem šest dětí, nebylo příliš šťastné a skončilo rozlukou. Od roku 1831 žila se svým mladším bratrem v Dublinu. Nikdy nepřestala publikovat poezii, za svého života vydala celkem devatenáct básnických knih. Na sklonku života se stala známou literární osobností, zvláště mezi čtenářkami, přátelila se s Wordsworthem a dalšími významnými autory.
Věnovala se epice a duchovní i osobní lyrice. Zatímco její epika působí mnohdy vyumělkované, její nejlepší lyrické básně jsou prodchnuty skutečnou ženskou něhou a meditativním výrazem trpící duše. Mnoho jejích básní se zabývá problematikou volby ženy mezi podřízením muži a tvůrčí svobodou, která často končí sebevraždou. Ke konci života psala náboženskou lyriku, v níž se zabývá otázkami smrti a smyslu života, které řečí na zájkladě křesťanských východisek. Byla ve své době velmi známá a měla značný vliv na anglicky psanou ženskou poezii. Některé její básně byly pokládány za příliš moralizující, někdy až vhodné pouze do dětských čítanek. Byla také často parodována. V poslední době je však její tvorba znovu uváděna v antologiích a přehodnocována.

## Výběrová bibliografie
- Poems (1808).

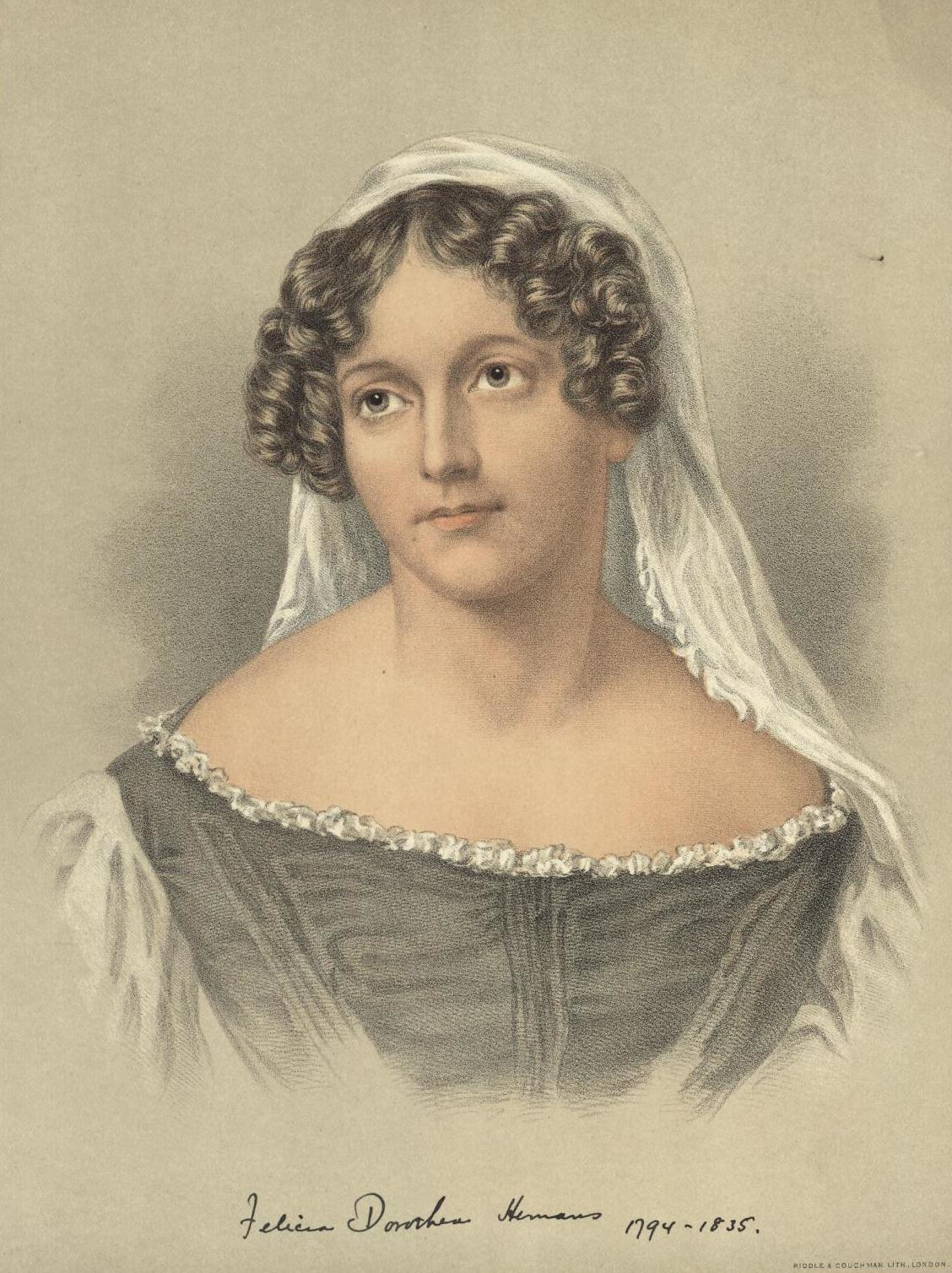
Felicia Dorothea Hemansová

- England and Spain or Valour and Patriotism (1808).
- Domestic Affections (1812).
- The Restoration of the Works of Art to Italy (1816).
- Tales and Historic Scenes in Verse (1819).
- Welsh Melodies (1822).
- The Forest Sanctuary (1825), epická báseň.
- Casabianca (1826), poema známá také pod názvem The Boy stood on the Burning Deck.
- Songs of the Affections (1830).
- The Homes of England (1827).
- Records of Woman: With Other Poems (1828),
- Hymns on the Works of Nature, for the Use of Children (1833).
- Scenes and Hymns of Life with Other Religous Poems (1834).

## České překlady
Do češtiny několik jejích básní přeložil Jaroslav Vrchlický ve své antologii Moderní básníci angličtí.